# Tärnsjö, Småland
Tärnsjö är en sjö i Älmhults kommun i Småland och ingår i Helge ås huvudavrinningsområde.